# バナナ・マンゴー・ハイスクール/12の34で泣いて with 涙四姉妹
「バナナ・マンゴー・ハイスクール/12の34で泣いて with 涙四姉妹」（バナナマンゴーハイスクール/いちにのさんしでないて ウイズ なみだよんしまい）は、初代・恵比寿マスカッツの1枚目のシングル。

## 概要
- 2009年4月21日放送の『おねだり!!マスカット』にて初めて披露され、それ以降番組のエンディングテーマとして使用された。同年12月15日放送された企画『レコード会社争奪 スカット公開オーディション』にて、ユニバーサルミュージックからCDデビューすることが決まった。
- 本作のプロモーションで2月20日深夜、他局であるフジテレビ系『キャンパスナイトフジ』に出演した。「かわいい甲子園」を持ち込み女子大生と対決するなど2つのコーナーに参加した他、「バナナ・マンゴー・ハイスクール」を披露した。
- 「バナナ・マンゴー・ハイスクール」は恵比寿★マスカッツの『Tokyo Sexy Dynamite 2015〜初恋〜』、「12の34で泣いて with 涙四姉妹」は喜怒愛楽ツアー『全国イク行く〜♡』より歌い継がれている。

## 盤形態・参加メンバー
初回限定盤A、B、C、通常盤の4形態での発売。初回限定盤は、それぞれのユニットの可愛い甲子園バージョンを収録、およびそれぞれのユニットの参加メンバーの写真がジャケットになっていて、ブックレットもそれぞれのユニットのメンバー紹介仕様になっている。
- 初回限定盤A・かすみかわいい教育学院
  - かすみ果穂、蒼井そら、麻美ゆま、西野翔、KONAN、美咲みゆ、希崎ジェシカ、永作あいり[注 1]
- 初回限定盤B・初音かわいい水産高校
  - 初音みのり、吉沢明歩、小川あさ美、川村りか、佐山愛、桜木凛、桜ここみ、川村えな、小倉遥
- 初回限定盤C・Rioかわいいハイスクール
  - Rio、みひろ、かすみりさ、藤浦めぐ、安藤あいか、上原カエラ、山口愛実、桐原エリカ
- 通常盤
  - メンバー全員出演

※スタジオ初披露では恵けい、月見栞、美咲みゆ、桜井こずえ、戸田れい、ユリサが歌っているが、 桐野澪は参加していない。

## 収録曲
作詞・Maccoi、作曲・編曲・Jam&Lice
1. バナナ・マンゴー・ハイスクール
  - 初回限定盤A・〜かすみかわいい教育学院ver.〜［3:39］
  - 初回限定盤B・〜初音かわいい水産高校ver.〜［3:43］
  - 初回限定盤C・〜Rioかわいいハイスクールver.〜［3:39］
  - 通常盤・メンバー全員バージョン［3:37］
  - 番組オリジナルソングとして、2009年4月から使われていた楽曲であり、後番組の『ちょいとマスカット!』にも引き継がれている。
  - 吉沢明歩のセリフが曲の始めと終わりにある。冒頭のセリフは本シングルのCFにも使われた。
2. 12の34で泣いて with 涙四姉妹［4:37］
  - CD発売が企画された際にできた新曲。
  - 涙四姉妹とは、番組内の企画である『麻美と蒼井と小川を泣かせたら10万円』の3人にRioを加えた4人である。
3. バナナ・マンゴー・ハイスクール （オリジナル・カラオケ）［3:33］